# Instituto de Arquitectura Avanzada de Cataluña
El Instituto de Arquitectura Avanzada de Cataluña (en catalán: Institut d'Arquitectura Avançada de Catalunya, IAAC) es un centro educativo y de investigación arquitectónica en Barcelona.

## Historia
Con sede en el distrito 22@ de Barcelona, una de las capitales mundiales de la arquitectura y el urbanismo, IAAC es una plataforma para el intercambio de conocimiento con profesores y estudiantes de más de 40 países, incluidos Estados Unidos, China, India, Noruega, Polonia, Italia y México, Perú y Sudán.
El IAAC ha llevado a cabo proyectos de investigación en Brasil, Taiwán, Croacia y Rumania. En 2008 fue elegida para participar en la sección oficial de la Bienal de Venecia con el proyecto Hyperhabitat y en 2010 presentó una casa a escala 1:1 en el Solar Decathlon Europe de Madrid donde ganó el premio Peoples Choice Award que cuenta con el laboratorio de producción digital más avanzado de cualquier institución educativa del sur de Europa, con cortadoras láser, impresoras 3D, fresadoras y una plataforma para la fabricación de chips. IAAC también diseñó el primer puente impreso en 3D del mundo en colaboración con Acciona, que se construyó en Alcobendas (España) en 2016.
IAAC ofrece una amplia gama de programas educativos en el campo de la arquitectura avanzada, los edificios ecológicos, la ciudad y la tecnología, la robótica y la construcción avanzada, y el diseño para los futuros emergentes que están acreditados por la Universidad Politécnica de Cataluña (UPC). El Instituto es una fundación abierta, independiente y radical sin ánimo de lucro inspirada en los valores de Barcelona, la capital de la arquitectura y el diseño, donde se inventó el urbanismo y donde una investigación local orientada a la innovación está conectada a una red internacional de excelencia en los campos de la tecnología, la arquitectura y la sociedad.
El IAAC, más allá de su trabajo educativo y de investigación, es una comunidad estable, interdisciplinaria y multicultural que busca el contacto y la cooperación permanente entre los cientos de profesores, investigadores, instituciones y empresas que persiguen el objetivo de aportar soluciones a los grandes retos de la humanidad. El Instituto es un centro de innovación que incluye en su organización laboratorios de investigación para la autosuficiencia como Valldaura Labs y el laboratorio de fabricación digital Fab Lab Barcelona, que forma parte de la red global de Fab Labs afiliados al Centro de Bits y Atómos (CBA) del MIT Media Lab.

## Objetivos
El objetivo principal del Instituto de Arquitectura Avanzada de Cataluña es estimular, promover y desarrollar investigaciones sobre las diversas áreas de la arquitectura avanzada que promueven el desarrollo del conocimiento en arquitectura y su interacción con otras disciplinas.